# Melaniparus funereus
El carbonero cenizo (Melaniparus funereus) es una especie de ave paseriforme de la familia Paridae propia de África Central y Occidental. Anteriormente se clasificaba en el género Parus, pero fue trasladado al género Melaniparus, como otras especies, cuando un análisis genético publicado en 2013 demostró que todas ellas formaban un nuevo clado.

## Distribución y hábitat
El carbonero cenizo se encuentra en los bosques del África Central y Occidental. Su hábitat natural son los bosques húmedos tropicales de tierras bajas.